# Medvedki sladkosnedki
Medvedki sladkosnedki je delo slovenskega pesnika, kritika in publicista Srečka Kosovela.
Knjiga zajema 15 pesmi, ki so namenjene tako mladini kot tudi odraslim bralcem. Obogatena je z zanimivimi ilustracijami Jelke Reichman.

## Analiza pesmi

### Deček in sonce
Gre za pogovor med dečkom in soncem. Deček sonce sprašuje, kje se je mudilo, da je tako pozno čez gore prililo. Sonce pa mu nato odgovori in se mu opraviči, da se je zadržalo v daljnem kraju, kjer rože prelepo cveto.
Pesem je šestkitična, štirivrstična. Tema je vzeta iz vsakdanjega življenja.

### Otrok s sončnico
Otrok nese sončnico z zlatimi zrni, nanjo se usede metulj, zato se otrok boji, da bi se sončnica zlomila.
Pesem je lahkotna, lahko berljiva, razumljiva. Tema je zopet vzeta iz vsakdanjega življenja, narave. Rima je svobodna, značilna so ponavljanja,...

### Sonček boža...
Sonček boža tačice naše bele mačice, ki je predica. 
Pesem je zelo preprosta, le enokitična. Tema je vzeta iz živalskega življenja. 

### Marjetice
Govori o tem, kako so na sončni dan vzcvetele marjetice.
Tema je zopet vsakdanja, povezana z naravo. Pesem je preprosta, razumljiva. Sestavljena je iz petih kitic, prve štiri so tri, zadnja pa le dvovrstična.

### Medvedi in medvedki
Otrok sprašuje očeta, kakšni so medvedki. Zanima ga, če so res sladkosnedi in majhni kakor mucke. Želi si igrati z njimi.
Pesem je iz treh kitic, značilno je ponavljanje vprašanja kakšni so medvedki. Je preprosta, igriva pesem s živalsko tematiko. Izstopa tudi otroška radovednost.  

### Dete na travi
Sonce je posijalo in dete se je nasmejalo. Otrok je vzdignil roke v zrak, tja kjer so plavale ptice. Ptičice so nato zapele, rožice zadehtele, gozdovi zašumeli in drobno dete je zaspalo. 
Pesem je dvokitična, petvrstična. Rima je lahkotna. Tematika pa je povezana z naravo. 

### Kje?
Pesem sprašuje in odgovarja na vprašanje kje je zvonček, vijolica, trobentica ter kje dete. Zvonček je na mahu, vijolica v skritem grmu, na trobentico pa deček poigrava. Zlati žarki pa se z otrokom igrajo na trati.
Je enokitična pesem, preprosta, s tematiko iz narave.

### Naš prašiček
Pesem govori o tem, kako so otroci prali prašička. Ta je nekaj časa poslušno in potrpežljivo krulil, a nato jim je utekel, se ulegel na dvorišče in postal bolj umazan kakor prej.
Enokitična pesem, s tematiko iz vsakdanjega kmečkega življenja, s kmetije.

### Sultanček na vlaku
Sultanček je pes, ki mora od hiše. Pelje se z vlakom ter gleda skozi okno. Njegove oči so rosne, še bolj otožna pa je Metka, ker ga more zapustiti. 
Enokitična pesem, bolj otožna kot druge. 

### Burja
Dobro je biti burja, saj ta lahko trese hruško ter vije njene veje, a slabo je biti slamnata streha. Burja vse strehe podere in vsa polja prebega. 
Pesem je trikitična. V njej je izraženo nasprotje: lepo je biti burja, a slabo streha.

### Močeradek
Močeradek postopa po jesenski cesti. Le kam pa se bo skril, ko bo nastopila zima in bo udaril mraz? Ali med rjavo listje ali v hladno posteljo? A to ga zdaj še ne zanima, saj je zaenkrat še lepo vreme.
Pesem je sestavljena iz dveh kitic, prva je devetvrstična, druga pa le štiri. Tema je zopet vzeta iz narave in živalskega življenja.

### Polh v jeseni
Polh se na deževen jesenski dan sprašuje, kdo bo šel izpod strehe po orehe in želode. Kdo bi hotel iti v travo in mlakuže, čez rjave luže, ko pa je v njihovih duplih tako toplo. 
Pesem iz dveh šestvrstičnih kitic. Značilno ponavljanje stavka kdo naj gre. Tema iz vsakdanjega živalskega sveta. 

### Škrat Dobrošin
Dobrošin je majhen škrat, ki ima celo skrinjo zlatnikov, katere skrbno čuva doma. Če ga prosiš jih dobiš toliko, da jih komaj nosiš.
Pesem  iz dveh kitic, z malo drugačno, sanjaško, skoraj fantazijsko tematiko. 

### Prošnja
Najbrž gre za prošnjo otroka, ki prosi belo vilo naj pride in mu prinese sanje, zlate zvončke in bonbončke.
Enokitična pesem, preprosta s fantazijsko tematiko.  

### Večer
Vse že spi: ptički in travice, miška in škržat. Samo veter, ki je ves dan spal, je zdaj čez polja pripihljal. 
Pesem iz dveh štirivrstičnih kitic, tema zopet iz živalskega sveta in narave.

## Obravnavani motivi in teme
Tudi Srečko Kosovel, kljub kratkemu življenju potrjuje, da je večina pomembnih slovenskih pisateljev, posebej pesnikov, pisala tudi za otroke. V pesmih za mladino srečamo Kosovela v manj dramatični luči, več je sonca, predvsem pa pogledov po drobnih, preprostih stvareh iz vsakdanjega življenja ali živalih, ki so človeku, še posebno otroku blizu. Pred nami je nežen opazovalec narave, ki se rad igra, miruje, njegovo srce se odpira pred nami in v njem je veliko več svetlobe. Je otrok kraške zemlje, njenih borov in brinja.